# Río Aichiyacu
Der Río Aichiyacu ist ein 137 km langer linker Nebenfluss des Río Potro in der Provinz Datem del Marañón in der Region Loreto im zentralen Norden Perus.

## Flusslauf
Der Río Aichiyacu entspringt in der Cordillera Manseriche-Cahuapanas. Das Quellgebiet befindet sich im Südwesten des Distrikts Barranca auf einer Höhe von etwa 1500 m. Der Río Aichiyacu fließt anfangs 4 km nach Süden, anschließend knapp 40 km nach Nordwesten. In der Folge durchschneidet der Fluss einen Bergkamm in nordöstlicher Richtung und behält diesen Kurs bei. Bei Flusskilometer 55 erreicht der Río Aichiyacu das nordöstlich des Gebirges gelegene Amazonastiefland. Dieses durchquert er in überwiegend östlicher Richtung. Dabei entwickelt er streckenweise zahlreiche engen Flussschlingen und Altarmen. Am Unterlauf liegen die Siedlungen Pachacutec und Copal. Der Río Aichiyacu trifft schließlich auf einer Höhe von etwa 150 m auf den nach Nordosten fließenden Río Potro.

## Einzugsgebiet
Der Río Aichiyacu entwässert ein Areal von ungefähr 1330 km². Dieses umfasst den äußersten Südwesten des Distrikts Barranca. Das Einzugsgebiet des Río Aichiyacu grenzt im Nordwesten an das des Río Yanapaga, im Westen an das des Río Nieva, im Süden an das des Río Mayo sowie im Osten an das des oberstrom gelegenen Río Potro. Es besteht hauptsächlich aus tropischem Regenwald und aus Sumpfgebieten.